# Ovesná (Nová Pec)
Ovesná (německy Haberdorf) je zaníklá ves na území obce Nová Pec. Je to také název zastávky na železniční trati České Budějovice – Černý Kříž.

## Historie
Ves byla založena koncem 18. století na tehdy švarcenberském panství. Od zavedení obecního zřízení v polovině 19. století byla Ovesná osadou obce Nová Pec. V roce 1921 zde stálo 19 domů a žilo zde 141 obyvatel, všichni německé národnosti. V letech 1938 až 1945 byla Ovesná v důsledku uzavření Mnichovské dohody přičleněna k nacistickému Německu. V 50. letech 20. století Ovesná jako osada zanikla.